# Bouraevei (Ort)
Bouraevei ist ein osttimoresischer Ort im Suco Vatuvou (Verwaltungsamt Maubara, Gemeinde Liquiçá). Er liegt im Westen der Aldeia Bouraevei in einer Meereshöhe von 718 m. Eine Straße durchquert Bouraevei. Sie führt nach Süden in den Nachbarort Melabua und nach Norden in den Ort Vatuvou und weiter nach Maubara.